# Hardisleben
Hardisleben é uma localidade e antigo município da Alemanha localizado no distrito de Sömmerda, estado da Turíngia.
Pertence ao Verwaltungsgemeinschaft de Buttstädt. Desde 1 de janeiro de 2019, forma parte do município de Buttstädt.